# Nyimasata Jawneh
Nyimasata Jawneh (* 21. Jahrhundert) ist eine gambische Leichtathletin, die sich auf den Sprint spezialisiert hat.

## Sportliche Laufbahn
Erste Erfahrungen bei internationalen Meisterschaften sammelte Nyimasata Jawneh im Jahr 2019, als sie bei den Jugendafrikameisterschaften in Abidjan in 12,42 s den siebten Platz im 100-Meter-Lauf belegte und über 200 Meter in 24,65 s auf Rang sechs gelangte. 2022 schied sie bei den Afrikameisterschaften in Port Louis mit 12,32 s in der ersten Runde über 100 Meter aus und gewann mit der gambischen 4-mal-100-Meter-Staffel in 44,97 s gemeinsam mit Gina Bass, Fatou Sowe und Maimouna Jallow die Bronzemedaille hinter den Teams aus Nigeria und Südafrika. 2024 kam sie bei den Afrikameisterschaften in Douala mit 25,69 s nicht über die Vorrunde über 200 Meter hinaus und verpasste im Staffelbewerb mit 55,21 s den Finaleinzug.

## Persönliche Bestzeiten
- 100 Meter: 12,21 s (0,0 m/s), 17. April 2019 in Abidjan
- 200 Meter: 24,65 s (+0,3 m/s), 18. April 2019 in Abidjan